# Henrik Schück
Henrik Johan Emil Schück (Stoccolma, 2 novembre 1855 – Stoccolma, 3 ottobre 1947) è stato uno scrittore svedese.
Docente all'università di Lund dal 1890 al 1898 e all'università di Uppsala dal 1898 al 1920, presiedette la fondazione Nobel dal 1913 al 1943.
Con Fredrik Böök fu la figura più importante della letteratura svedese di inizio XX secolo. Aderente al positivismo, fu autore di Memorie e lettere svedesi (1906) e Storia della letteratura svedese (1897), oltre che di Roma (1914).